# God's Gonna Cut You Down
„God's Gonna Cut You Down“ (případně „Run On“ a „Run On for a Long Time“) je americký tradicionál. Píseň v průběhu let nahráli například zpěvačka Odetta (album Odetta Sings Ballads and Blues, 1956) a zpěvák Johnny Cash (American V: A Hundred Highways, 2006). Americký hudebník Moby nahrál píseň pro své album Play (1999). Do své verze nasamploval nahrávku této písně v podání kapely Bill Landford and the Landfordairs z roku 1949. K Mobyho verzi písně byl natočen videoklip režírovaný Mikem Millsem. Videoklip byl rovněž natočen ke Cashově verzi (režisérem byl Tony Kaye). V tomto videoklipu vystupuje řada osobností, včetně Woodyho Harrelsona, Whoopi Goldbergové, Krise Kristoffersona a Kanyeho Westa. Svou verzi písně rovněž nahrál Marilyn Manson.